# 飯富道悦
飯富 道悦（おぶ どうえつ）は、室町時代後期から戦国時代にかけての武将。甲斐武田氏の家臣。

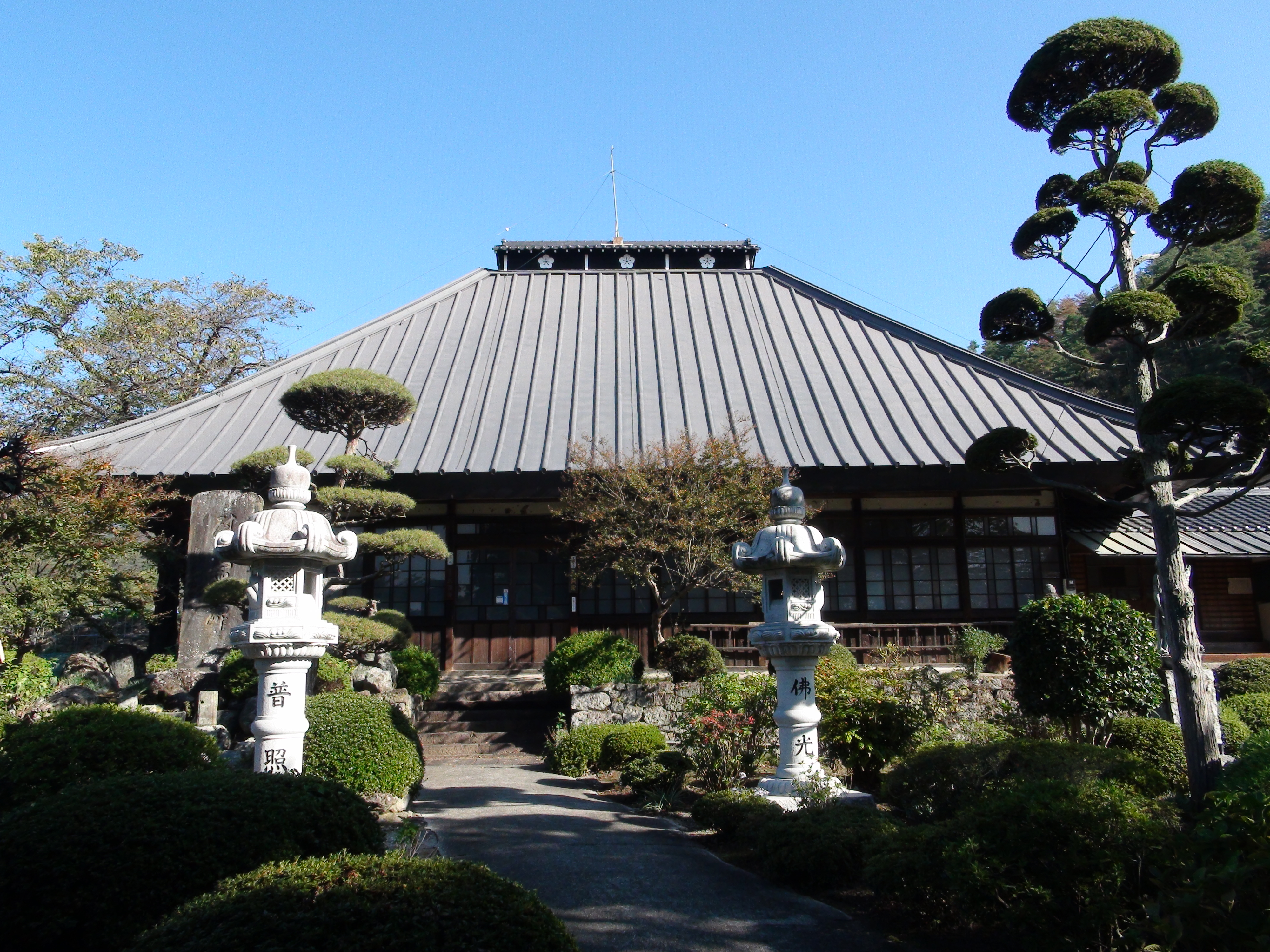
天沢寺

## 生涯
戦国時代の甲斐国では守護・武田氏と有力国衆との抗争が繰り広げられたが、『勝山記』によれば、永正12年（1515年）10月17日に武田信虎は西郡の国人である大井信達・信業を攻め、大井氏の本拠である富田城を囲んだ。武田方は深田に馬を乗り入れて、道悦・源四郎や今井信房、於曽備州、小山田大和守、甘利衆らが戦死したという。
道悦は信虎・晴信父子に仕えた飯富虎昌・昌景の実父、もしくは近親者とされる。この謀反の際に飯富源四郎という人物も戦死しており、この名は昌景の仮名と一致する。このため、この飯富源四郎が虎昌・昌景兄弟の父親にあたる可能性が指摘される。ただしこの場合、昌景の生年をかなり繰り上げる必要性があり、疑問も残されている。
『一蓮寺過去帳』によれば法名は「宣阿弥陀仏」。山梨県甲斐市亀沢には飯富氏の菩提寺である天沢寺が所在し、『甲斐国志』によればかつて飯富虎昌の位牌が伝来していたという。この位牌には「笑岳悦公居士」と記され、「悦」の一字が共通することから道悦のものであるとも考えられている。